# Ademola Bankole
Ademola Bankole (Abeokuta, 9 settembre 1969) è un ex calciatore nigeriano, di ruolo portiere.

## Carriera
Nel 1995 lascia gli Shooting Stars, club della prima divisione nigeriana, per trasferirsi in Europa: nella stagione 1995-1996 viene tesserato prima dal Doncaster e poi dal Leyton Orient, senza comunque mai venire impiegato in partita ufficiali. Nell'estate del 1996 passa quindi al Crewe Alexandra, club di terza divisione, con cui gioca 3 partite di campionato per poi essere ceduto in prestito all'Hyde, club di Northern Premier League (settima divisione), con cui gioca una partita. Fa quindi ritorno al Crewe, nel frattempo promosso in seconda divisione, categoria nella quale nel corso della stagione 1997-1998 gioca ulteriori 3 incontri. Nel 1998 viene tesserato dal QPR, dove rimane fino al gennaio del 2000, giocando in totale una sola partita ufficiale, nel campionato 1999-2000; nel gennaio del 2000 viene ceduto in prestito al Bradford City, in prima divisione, dove rimane per la seconda parte della stagione 1999-2000 senza mai scendere in campo in partite ufficiali.
Nell'estate del 2000 fa ritorno al Crewe, dove rimane per le successive 3 stagioni e mezza, in cui disputa complessivamente 50 partite nella seconda divisione inglese (21 nella stagione 2000-2001 e 29 nella stagione 2001-2002) e 3 partite in terza divisione; nella seconda parte della stagione 2003-2004 gioca nei semiprofessionisti del Barnet, in National League. Dopo aver giocato per un anno e mezzo in vari club semiprofessionistici (Lewes, Wundsor & Eton e Maidenhead Utd) si accasa al Brentford, club di terza divisione, con cui nell'arco di una stagione e mezza gioca complessivamente 6 partite di campionato (3 a stagione). Chiude la carriera nel 2008, dopo aver militato anche con MK Dons (in quarta divisione), Nuneaton Borough ed infine Colchester Utd (dove rimane per alcuni mesi in seconda divisione, senza però mai esordire con il club in partite ufficiali; qui, ricopre anche il ruolo di preparatore dei portieri, incarico che mantiene fino al 2017).